# Palaeoniscum
Genre
Espèces de rang inférieur
- † Palaeoniscum blainvillei
- † Palaeoniscum vratislavensis

Palaeoniscum est un genre éteint d'actinoptérygiens. Plus précisément, il s'agit d'un chondrostéen.
L'espèce type Palaeoniscum blainvillei fut retrouvée au Carbonifère et au Permien de France, notamment.

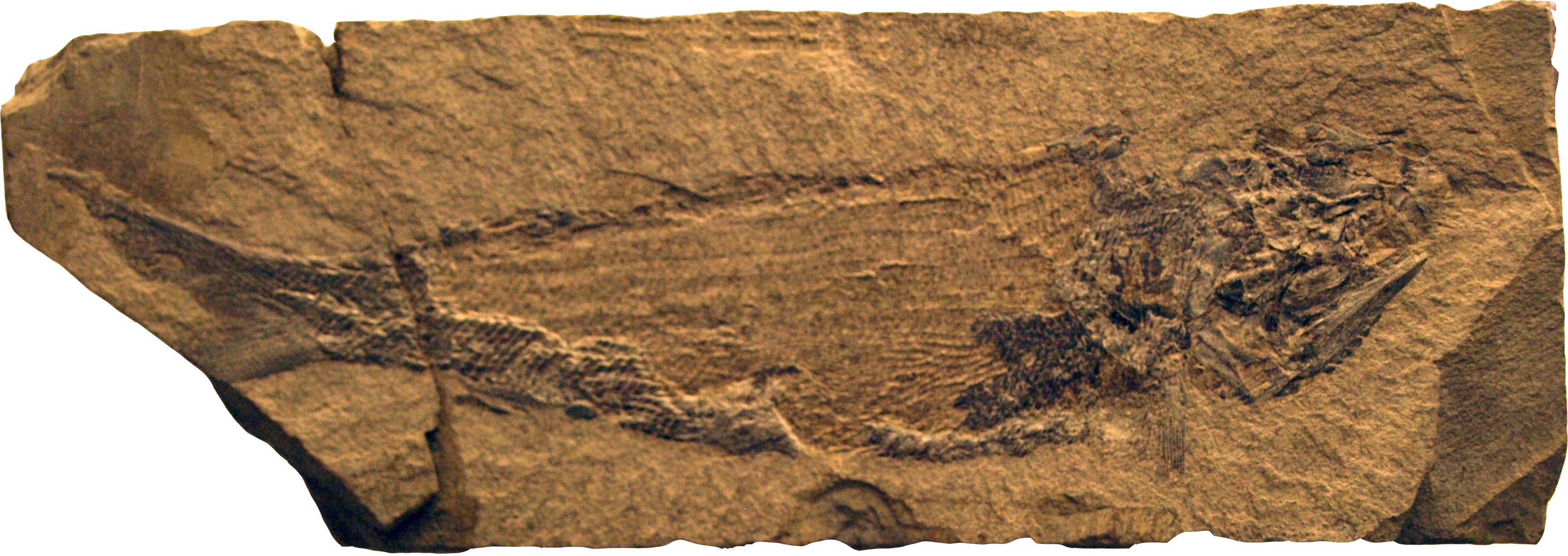
Fossile de Palaeoniscum freieslebeni.
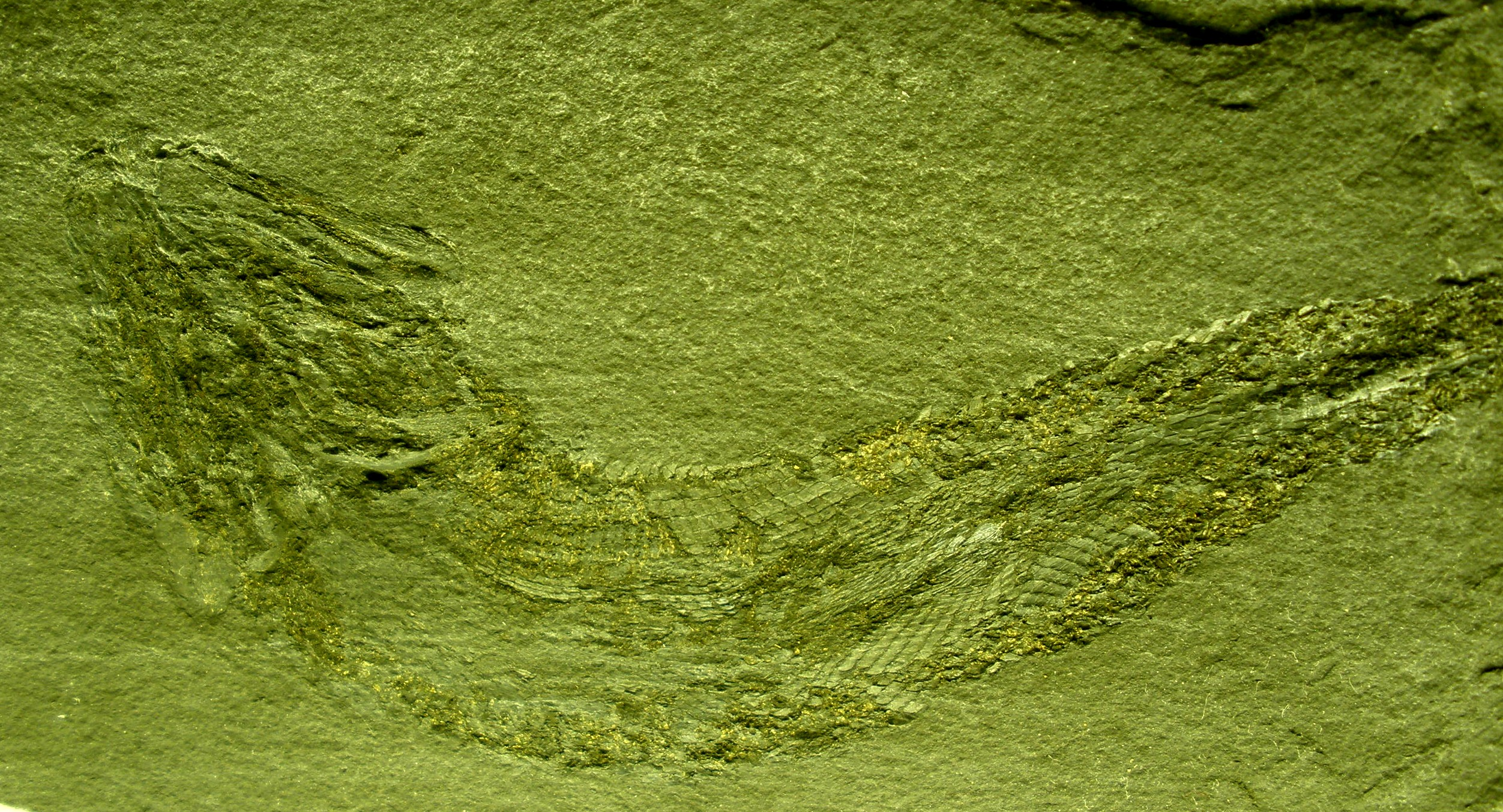
Fossile de Palaeoniscum vratislavensis.